# 파친코 (드라마)
《파친코》(영어: Pachinko)는 애플 TV+에서 2022년 3월부터 방영된 미국의 드라마이다. 2017년 출간된 이민진의 동명의 소설을 원작으로, 일제강점기 조선인들의 삶과 일본·미국 이민사를 다루고 있는 작품이다. 조선 여인 '선자'를 주인공으로 하여, 그의 부모에서 손자까지 이어지는 4세대의 삶을 그린다. 제28회 크리틱스 초이스상 외국어 TV드라마 작품상 수상작이다.

## 등장 인물

### 주요 인물
- 윤여정 (노년) / 김민하 (청소년) / 전유나[1] (어린) : 김선자 / 반도 노부코 역 - 한수의 전 내연녀, 이삭의 아내, 노아와 모자수의 어머니.
- 소지 아라이 (중년) / 카터 정, 코런 이 (어린) : 백모세 / 반도 모자수 역 - 선자의 둘째 아들, 파친코 사장
- 진 하 (청년) / 윤경호 (소년) : 백솔로몬 역 - 모자수의 아들
- 한준우 : 백요셉 역 - 이삭의 형
- 정인지 : 양진 역 - 선자의 엄마
- 정은채 (청년) / 펠리스 최[2] (노년) : 경희 역 - 요셉의 아내
- 이민호 : 고한수 역 - 상인, 노아의 아버지.
- 미나미 카호 : 에츠코 역 - 모자수의 일본여친
- 노상현 : 백이삭 역 - 선자의 남편
- 사와이 안나 : 나오미 역 - 솔로몬의 동료
- 지미 심슨 : 톰 앤드류스 역 - 솔로몬의 회사 선배
- 박재준 : 어린 백노아 역 - 선자와 한수의 아들, 모자수의 형
- 박소희 : 모자수 역
- 권은성[3]: 어린 모자수 역 - 선자와 이삭의 아들, 노아의 동생
- 만사쿠 타카다 : 성인 모자수[4] 역
- 김강훈: 청소년 백노아 역
- 강태주: 성인 백노아 역
- 김성규 : 김창호 역

### 그 외 인물
- 루이 오자와 : 요시이 마모루 역 - 쿠로하나 엔터프라이즈의 사장
- 박혜진 : 한금자 역
- 스기모토 료타로 (청년) / 타카다데 쇼민 (소년) : 테츠야 역 - 솔로몬의 친구
- 야마모토 마리 (청년) / 정예빈 (소년) : 하나 역 - 에츠코의 딸, 솔로몬의 전여친
- 히로 가나가와 : 고토 역 - 모자수의 선배
- 정소리 : 지윤 역
- 연예지 (청년) / 김영옥 (노년) : 신복희 역
- 김보민 : 신동희 역
- 구성환 : 정씨형제 역
- 김다솔 : 정씨형제 역
- 박민이 : 정씨형제 역
- 정마린 : 최 부인 역 - 요셉과 경희의 이웃
- 박종보 : 최씨 역 - 요셉과 경희의 이웃
- 김호중 : 털보어부 역
- 김인우 : 하세가와 역 - 이삭과 몰래 일본에 반하는 다른 신념을 가졌던 자
- 최준영 : 후씨 역 - 교회의 머슴
- 공대유 - 경찰관 역
- 쿠니무라 준 - 카토 역

### 특별출연
- 정진각 : 쌀가게 주인 역

- 이대호 : 김훈 역 - 양진의 남편, 선자의 아버지
- 전소현 : 무당 역
- 주영호 : 송병호 역 - 어부
- 이지혜 : 조선 여가수 역
- 다케다 히로미츠 : 토토야마 하루기 역 - 모자수의 친구
- 칸다 로무 : 일본의사 역
- 정웅인 : 고종열 역 - 한수의 아버지
- 야마구치 타카시 : 료치 역 - 종열에게 노름판 일을 맡겼던 오야붕
- 케리 크너프 : 홈즈 부인 역 - 앤드류의 어머니이자 한수의 재능을 높이 샀던 자
- 지미 베넷 : 앤드류 홈즈 역 - 1923년 당시 한수가 수학 과외를 담당했던 학생
- 밥 프레이저 : 미스터 홈즈 역 - 앤드류의 아버지
- 무로야마 카즈히로 : 1923년 관동대지진 당시, 한수를 수레에 숨겨주었던 일본인 노인 역
- 하라구치 요리코 : 한수의 일본 아내 역
- 하세가와 다이 : 료치의 아들 역
- 이현리 : 키요 역 - 종열의 일본 여친

## 같이 보기
- 이카이노 - 주인공 이삭과 선자가 이주한 곳이며 재일교포 3세로 등장하는 솔로몬의 고향
- 오사카 이쿠노 코리아타운